# Izra
Izra (arabiska: إِزْرَع) är en distriktshuvudort i Syrien. Den ligger i provinsen Dara, i den sydvästra delen av landet, 70 kilometer söder om huvudstaden Damaskus. Izra ligger 581 meter över havet och antalet invånare är 13 882.